# Scottish First Division 2003/04
Die Scottish Football League First Division wurde 2003/04 zum 29. Mal als nur noch zweithöchste schottische Liga unter diesem Namen ausgetragen. In der zweithöchsten Fußball-Spielklasse der Herren in Schottland traten in der Saison 2003/04 10 Klubs in insgesamt 36 Spieltagen gegeneinander an. Jedes Team spielte jeweils viermal gegen jedes andere Team. Bei Punktgleichheit zählte die Tordifferenz.
Die Meisterschaft gewann Inverness Caledonian Thistle, das sich damit gleichzeitig die Teilnahme an der Premier-League-Saison 2004/05 sicherte. Absteigen in die Second Division mussten Ayr United und Brechin City. Torschützenkönig mit 15 Treffern wurde Ian Harty vom FC Clyde.

## Statistiken

### Abschlusstabelle
| Pl. | Verein                       | Sp. | S  | U  | N  | Tore    | Diff. | Punkte |
| --- | ---------------------------- | --- | -- | -- | -- | ------- | ----- | ------ |
| 1.  | Inverness Caledonian Thistle | 36  | 21 | 7  | 8  | 067:330 | +34   | 70     |
| 2.  | FC Clyde                     | 36  | 20 | 9  | 7  | 064:400 | +24   | 69     |
| 3.  | FC St. Johnstone             | 36  | 15 | 12 | 9  | 059:450 | +14   | 57     |
| 4.  | FC Falkirk                   | 36  | 15 | 10 | 11 | 043:370 | +6    | 55     |
| 5.  | Queen of the South           | 36  | 15 | 9  | 12 | 046:480 | −2    | 54     |
| 6.  | Ross County                  | 36  | 12 | 13 | 11 | 049:410 | +8    | 49     |
| 7.  | FC St. Mirren                | 36  | 9  | 14 | 13 | 039:460 | −7    | 41     |
| 8.  | Raith Rovers (N)             | 36  | 8  | 10 | 18 | 037:570 | −20   | 34     |
| 9.  | Ayr United                   | 36  | 6  | 13 | 17 | 037:580 | −21   | 31     |
| 10. | Brechin City (N)             | 36  | 6  | 9  | 21 | 037:730 | −36   | 27     |

Platzierungskriterien: 1. Punkte – 2. Tordifferenz – 3. geschossene Tore – 4. Direkter Vergleich (Punkte, Tordifferenz, geschossene Tore)
| Saison 2003/04 |

| Zum Saisonende 2002/03 |                                       |
| (N)                    | Neuaufsteiger aus der Second Division |